# Марі-Шанталь (кронпринцеса Греції)
Марі-Шанта́ль (грец. Μαρί-Σαντάλ, Πριγκίπισσα Διάδοχος της Ελλάδας; 17 вересня 1968, Лондон, Велика Британія) — кронпринцеса Греції, принцеса Данська, дружина принца Павла Грецького.
Майбутня спадкова принцеса Греції, Марі-Шанталь Клер Міллер, народилася 17 вересня 1968 року в Лондоні (Англія) в сім'ї бізнесмена Роберта Воррена Міллера (нар.1933) і його дружини Марії Клари. У Марі-Шанталь є дві сестри, старша і молодша - режисер Піа Гетті (нар.1966) і бізнесвумен Александра фон Фюрстенберг (нар.1972).
Марі-Шанталь виросла в Гонконзі, де вона відвідувала школу Пік, поки їй не виповнилося 9 років, коли вона пішла на пансіон в Institut Le Rosey у Швейцарії. У 1982 році вона перевелася в Ecole Active Bilingue в Парижі до свого останнього курсу, який вона пройшла в The Masters School в Нью-Йорку. Після закінчення школи вона один рік навчалася в Академії мистецтв. Вона почала вивчати історію мистецтва в Нью-Йоркському університеті в 1993 році, але кинула навчання через рік після того, як Павлос, спадкоємний принц Греції, зробив їй пропозицію під час гірськолижного відпочинку в Гштааді, Швейцарія, на Різдво.  
З 1 липня 1995 року Марі-Шанталь одружена з Павлом, принцом Греції (нар.1967), з яким вона зустрічалася 3 роки до їх весілля. Чоловік та дружина мають п'ятеро дітей, донька і чотири сини:
- Донька — Марія-Олімпія (нар. 25 липня 1996, Нью-Йорк)
- Син — Костянтин Олексій (нар. 29 жовтня 1998)
- Син — Ахілес-Андреас (нар. 12 серпня 2000)
- Син — Одісей-Кімон (нар. 17 вересня 2004)
- Син — Аристидіс-Ставрос (нар. 29 июня 2008)

## Кар'єра
У 2000 році Марі-Шанталь заснувала бренд елітного дитячого одягу Marie-Chantal. У 2019 році вона видала книгу «Манери починаються зі сніданку: сучасний етикет для сімей». Вона є довіреною особою Royal Academy Trust і директором ради DFS Group Ltd.

## Примітка
1. ↑  Person Profile // Internet Movie Database — 1990.
2. 1 2 3  Lundy D. R. The Peerage
3. ↑  Marie-Chantal | Luxury Baby Gifting. mariechantal.com. Процитовано 6 вересня 2022.